# 74 (число)
Вижте пояснителната страница за други значения на 74.
74 (седемдесет и четири) е естествено, цяло число, следващо 73 и предхождащо 75.
Седемдесет и четири с арабски цифри се записва „74“, а с римски цифри – „LXXIV“. Числото 74 е съставено от две цифри от позиционните бройни системи – 7 (седем) и 4 (четири).

## Общи сведения
- 74 е четно число.
- 74 е атомният номер на елемента волфрам.
- 74-тият ден от годината е 15 март.
- 74 е година от Новата ера.